# 130 pr. n. št.

## Dogodki
- izklesana Miloška Venera (približen datum).

## Rojstva
- Teodozij, grški matematik, astronom (približen datum) († okoli 60 pr. n. št.)

## Smrti
- Harsiesi, nedinastični faraon Starega Egipta (* ni znano)